# Système d'arme à feu Mark 34

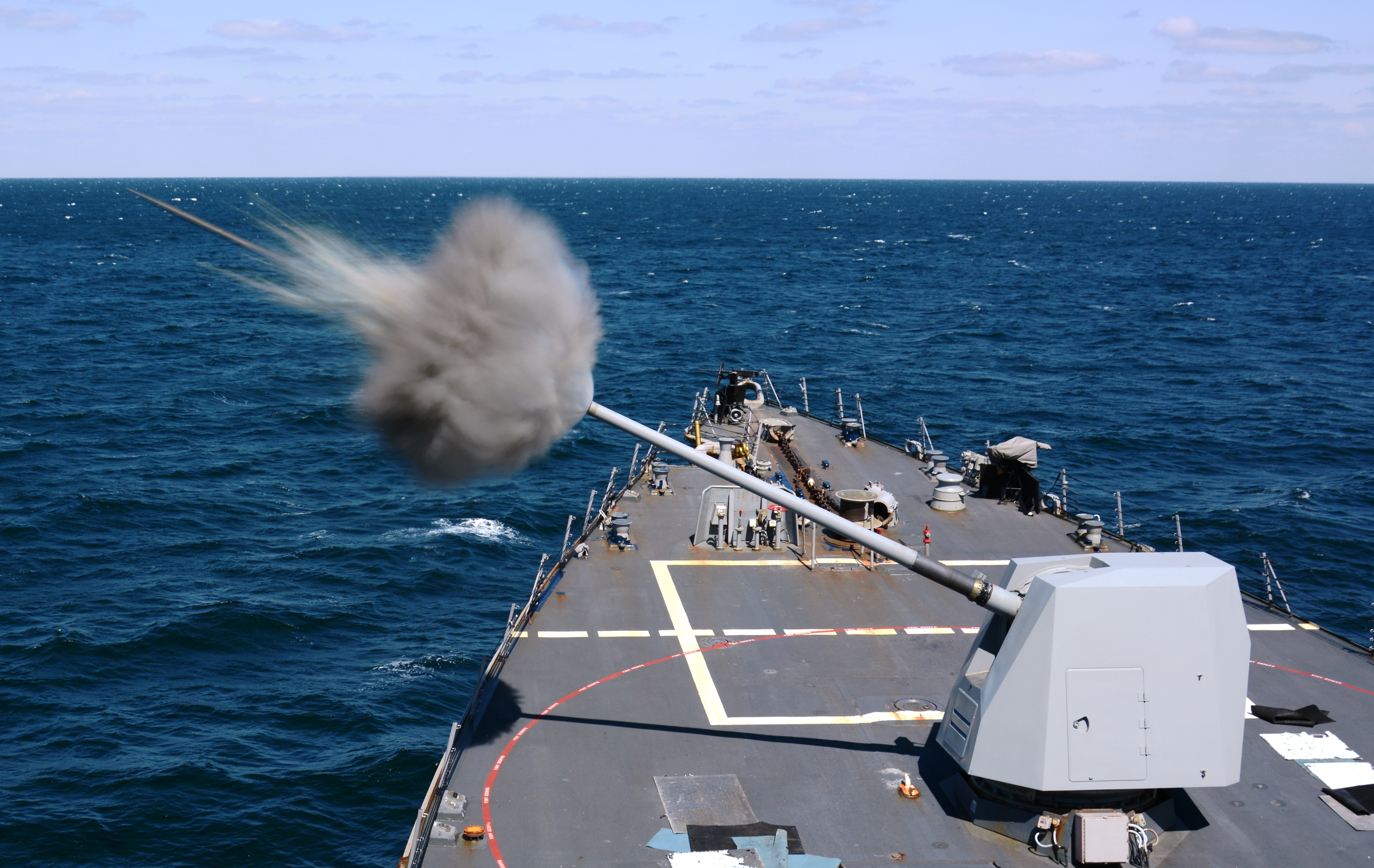
L' faisant feu avec son Mark 45 Mod 4.

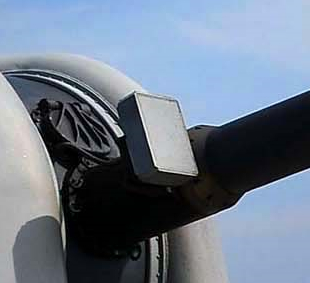
Vélocimètre du canon Mk 45 de calibre 5"/54 à bord de l'.

Le système d'armes à feu Mark 34 (GWS) est un composant du système de combat Aegis chargé de contrôler et de fournir un système de conduite de tir au canon Mark 45 de 5 pouces. Il est utilisé sur les destroyers de la classe Arleigh Burke de l'US Navy et sur plusieurs croiseurs ultérieurs de classe Ticonderoga. Le Mk 34 GWS reçoit les données cibles des capteurs du navire et des sources hors navire, effectue des calculs balistiques et produit des ordres de contrôle des armes à feu. Le système est composé du support du canon lui-même, de l'ordinateur de conduite de tir et d'un viseur optique,.
Le Mk 34 GWS fut développé pour améliorer la capacité d'utilisation du canon Mk 45 des destroyers de la classe Arleigh Burke pour parer diverses menaces. Il diffère des systèmes de conduite de tir précédents dans la mesure où il fut développé selon un concept à système unique et constitue un sous-système entièrement intégré d'Aegis. Le système de commandement et de décision (C&D) Aegis émet des ordres d'engagement de cible au Mk 34 GWS.

## Composants
Le système Mark 34 se compose de trois composants:
- Canon Mark 45 de 5 pouces
- Système informatique du canon Mark 160
- Système de visée optique Mark 46 ou système de visée électro-optique Mark 20[3]